# Nanorana mokokchungensis
Espèce
Synonymes
- Scutiger mokokchungensis Das & Chanda, 2000
- Paa mokokchungensis (Das & Chanda, 2000)

Statut de conservation UICN

 DD  : Données insuffisantes
Nanorana mokokchungensis est une espèce d'amphibiens de la famille des Dicroglossidae.

## Répartition
Cette espèce est endémique de l'État du Nagaland dans le nord-est de l'Inde. Elle se rencontre à environ 1 200 m d'altitude.

## Étymologie
Son nom d'espèce, composé de mokokchung et du suffixe latin -ensis, « qui vit dans, qui habite », lui a été donné en référence au lieu de sa découverte, Mokokchung (en).

## Publication originale
- Das & Chanda, 2000 : A new species of Scutiger (Anura: Megophryidae) from Nagaland, north-eastern India. Herpetological Journal, London, vol. 10, p. 69-72.